# Bataille de Varèse
Deuxième guerre d'indépendance italienne
Batailles
- Montebello
- Varèse
- San Fermo
- Palestro
- Turbigo
- Magenta
- Melegnano
- Treponti
- Solferino
- San Martino

La bataille de Varèse a lieu le  26 mai 1859 à Varèse (Lombardie). Elle se déroule pendant la guerre austro-sarde pour la conquête du nord de l'Italie et est livrée par les volontaires des chasseurs des Alpes, commandés par Giuseppe Garibaldi, contre les troupes du royaume lombardo-vénitien. Les autrichiens sont battus vers Côme et sont obligés de maintenir les troupes au nord du front.

## Le prélude
Garibaldi et ses chasseurs se déplacent depuis leur position pour tenter d'occuper Varèse dans la nuit du 23 mai. Le commandant en chef de l'armée autrichienne, le feld-maréchal Ferencz Gyulai, envoie la division pour faire face à cette offensive.
Entre-temps, le  25 mai, 500 fusiliers autrichiens, 130 uhlans et deux canons quittent Gallarate et attaquent la compagnie commandée par Carlo De Cristoforis à Sesto Calende, mais ils sont battus à Somma Lombardo.

## Les combats
Le 26 mai dans l'après-midi, la division du lieutenant maréchal Karl von Urban rejoint Varèse où Garibaldi prépare déjà la défense. Les Piémontais sont partagés comme suit : le bataillon (Enrico Cosenz) sur la droite, deux bataillons à gauche (Giacomo Medici), un bataillon au centre (Nicola Ardoino) ; deux bataillons de réserve, un à  Varèse (Nino Bixio) et un à Biumo Superiore.
Les Autrichiens ouvrent le feu avec leurs canons et engagent immédiatement trois de leurs colonnes contre l'ennemi. Le bataillon de  Cosenz attaque les Autrichiens qui avancent et repoussent l'assaut avec l'aide du bataillon du général Medici. Urban, surpassé par les forces ennemies, se retire à Malnate. Medici et Ardoino attaquent de nouveau les Autrichiens pendant la phase de repli, leur infligeant de nouvelles pertes.
Parmi les victimes italiennes, on trouve le padouan Ernesto Cairoli, le premier des quatre frères Cairoli à mourir au combat.
Le 31 mai, la ville est reprise par les Autrichiens.

## Sources
- (it) Cet article est partiellement ou en totalité issu de l’article de Wikipédia en italien intitulé « Battaglia di Varese » (voir la liste des auteurs).